# Gmina Knić
Gmina Knić (serb. Opština Knić / Општина Кнић) – gmina w Serbii, w okręgu szumadijskim. W 2018 roku liczyła 12 919 mieszkańców.